# Леонтяк Григорій Прокопович
Григо́рій Прокопович Леонтяк (15 червня 1938, село Луги Чечельницького району Вінницької області) — український лісівник, доктор сільськогосподарських наук, професор, академік Лісівничої академії наук України.

## Біографія
Народився 15 червня 1938 року в селі Луги Чечельницького району Вінницької області. Вищу освіту здобув у Львівському лісотехнічному інституті в 1966 р. (тепер — Національний лісотехнічний університет України, м. Львів) за спеціальністю «Лісове господарство», кваліфікація — «Інженер лісового господарства».
Доктор сільськогосподарських наук. Дисертація захищена у 1990 році в Національному аграрному університеті (тепер Національний університет біоресурсів і природокористування України, м. Київ) за спеціальністю 06.03.03 — лісоведення, лісівництво та захисне лісорозведення, лісові пожежі і боротьба з ними. Науковий керівник дисертації — професор Михайло Гордієнко.
Трудову діяльність розпочав з 1964 р. в Дубровицькому держлісгоспі на посаді помічника лісничого Озерського лісництва. Пізніше працював лісничим Андругського лісництва Володимирецького держлісгоспу (1965 р.), Капріянівського лісництва Страшенського держлісгоспу в Молдавії (1966 р.), а згодом — директором Страшенського держлісгоспу (Молдавія, 1972 р.), Чечельницького держлісгоспу (Україна, 1990 р.), Рибницького держлісгоспу (Молдавія, 1998 р.). Викладацьку кар'єру розпочав у 2003 р. в Рибницькому філіалі Придністровського Державного університету (Молдавія) на посаді професора кафедри декоративно-прикладного мистецтва. З 2005 по 2008 рр. працював завідувачем кафедри садово-паркового господарства в Уманському державному аграрному університеті.

## Наукова та педагогічна діяльність
Наукові дослідження професора Леонтяка Г. П. зосереджені на вирішенні актуальних лісівничих, лісокультурних та садово-паркових проблем. Ним здійснена лісівнича оцінка комплексного ведення лісового господарства за умов вирощування цінних дикорослих ягідних чагарників на теренах Молдавії та України, обґрунтовано технологічні особливості способів вирощування їх садивного матеріалу та досліджено взаємовплив дикорослих ягідних чагарників і основних лісотвірних порід.
За роки наукової діяльності узагальнено досвід комплексного освоєння та використання дикорослих ягідних рослин у лісовому господарстві, розроблено рекомендації з використання дикорослих чагарників в озелененні міст та сіл і створенні садів та парків.
Науковий доробок вченого становлять близько 120 наукових, 10 — науково-популярних і 4 — навчально-методичних роботи. Серед них найбільш значущими є:
- Леонтяк Г. П. Кизил — ценное лесное растение. — Кишинев: Штиинца, 1984. — С.157.
- Гордієнко М. І., Гойчук А. Ф., Гордієнко Н. М., Леонтяк Г. П. Ясени в Україні. — К.: Сільгоспосвіта, 1996. — С.412.
- Леонтяк Г. П., Гордиенко М. И., Криницкий Г. Т., Леонтяк Н. Г. Экологическая роль дикорастущих плодовых растений в лесных насаждениях. — Кишенев: Штиинца, 2003. — 433 с.
- Леонтяк Г. П., Леонтяк Н. Г. Растительный мир и значение его в жизни людей. — Кишинев: Штиинца, 2008. — 520 с.
- Леонтяк Г. П. Технологія вирощування Гінкго білоба (Gingo Biloba L.) і використання його в медицині // 3б. наук-техн. праць НАУ. — К.: НАУ, 2004. — Вип. № 4. — С.102-109.
- Леонтяк Г. П. Деякі особливості створення культур сосни в пристепових борах України // 3б. наук.-техн. праць. — Львів: УкрДЛТУ, 2004. — С. 55-59.
- Леонтяк Г. П. Особливості розповсюдження кореневої системи деяких деревних видів в умовах Поділля // Наукові праці ЛАН України. — Львів: вид-во НУ «Львівська політехніка», 2005. — Вип. 4. — С. 101—106.
- Леонтяк Г. П. Методические рекомендации «Дендропроектирование (Архитектура зеленого строительства)». — Тирасполь, ПГУ, 2006. — 32 с.

Керівництво аспірантурою та докторантурою професор Леонтяк Г. П. здійснює з 2000 року. Є членом спеціалізованої вченої ради в Національному лісотехнічному університеті (м. Львів).
Підготовку фахівців здійснює за напрямком «Лісове та садово-паркове господарство». Викладає дисципліну «Експлуатація, консервація та реставрація садів і парків». Науково-педагогічний стаж роботи становить понад 20 років.